# Nothing But Death Remains
Nothing But Death Remains (с англ. — «Не остаётся ничего, кроме смерти») — дебютный студийный альбом шведской дэт-метал группы Edge of Sanity, выпущенный 9 июля 1991 года. Запись была выпущена на лейбле Black Mark Productions, принадлежавшему Бёрье «Боссу» Форсбергу — отцу Куортона, основателя группы Bathory.
Первая работа музыкантов хотя и не стала прорывной в их творчестве, позволила заявить о себе на металлической сцене.

## Об альбоме
Группа Edge of Sanity была основана осенью 1989 года в Финспонге, родном городе (по крайней мере части) музыкантов. Первое время никто из участников музыкального коллектива не воспринимал его всерьёз, они были заиграны в других группах, всем было просто интересно попробовать играть входивший тогда в моду дэт-метал. Часть своих репетиций они записывали на плёнку, из записей собирали демо. Фронтмен и будущий лидер шведского квинтета, Дан Сванё, так описывал обстоятельства записи первой ленты Euthanasia: «В тот ноябрьский день 1989 года в студии, где я работал, записывалась местная хардкоровая команда F.Z.Ö. Потом их вокалист уехал по своим делам, а остальные музыканты остались, чтобы немного поджемовать со мной. Мы тут же написали и записали основную партию „Pernicious Anguish“. На следующий день мы с Сами доделали эту вещь, пока Бенни гонял футбол на улице, а Дред медленно возвращался в облик homo sapiens после бурной ночной пьянки». Результат работы был отправлен британскому журналу Kerrang!, который к всеобщему удивлению опубликовал рецензию на неё на своих страницах. К юным музыкантам начали поступать письма заинтересованных слушателей и они осознали, что пришла пора собственно создать постоянную музыкальную группу и записать более качественное, пристойное демо.
Так в течение лета 1990 года появилась шестипесенная работа Kur-Nu-Gi-A. Музыканты стали активно распространять демку, всего было разослано около тысячи экземпляров. Наконец их заметили звукозаписывающие компании. Интерес проявили Earache и Black Mark. Сванё вспоминает эти события таким образом: «Я отправил демо на только что начавший свою деятельность лейбл Black Mark, и на следующий день мне позвонил Бёрье Форсберг лично и выразил желание подписать нас. Таким образом мы стали первой группой после Bathory, с которой новый лейбл заключил контракт». Форсберг приехал посмотреть ближайшее выступление EoS, которые разогревали публику в тот день перед концертом Entombed. Контракт был подписан сразу по окончании шоу. В виду того, что Сванё на тот момент было только 17 лет, от его имени контракт подписала его мать.
В январе 1991 года, через 14 месяцев с момента своего основания, Edge of Sanity записали свой дебютный студийный альбом. Сессия проходила в известной стокгольмской студии Montezuma, где в то же время записывали свои работы Bathory, Candlemass, Cemetary, Invocator и Therion. Спустя годы Дан Сванё признавался в том, до сих пор остаётся разочарован качеством записи и сведения альбома — общий микс остался крайне сырым, а в некоторых момент происходят скачки в громкости песен. Он вспоминал: «Чувак в студии просто понятия не имел о том, как всё должно происходить. С тех пор я решил работать с записями сам. (Теперь) я знаю, что всё можно было выкрутить намного лучше». В октябре 2018 года в своём интервью немецкому интернет-журналу metal.de Сванё даже делился своими планами произвести ремикширование данной записи. Более того, музыкант упоминал, что всё же в конце 1990-х уже делал ремиксы некоторых песен дебютника, но тогда они не понравились остальным участникам коллектива.
Материал альбома по большей части представляет из себя сырой традиционный дэт-метал, отличаясь от последующих альбомов группы упрощённой структурой песен, массой клише (даже в названиях самого диска, его песен и их текстов), а также полным отсутствием чистого вокала.

## Отзывы критиков
По факту своего выхода альбом получил в целом положительные отзывы критиков. Составители приложения к российскому журналу Rock City в 1995 году сообщали, что в рекламной кампании в поддержку Nothing But Death Remains пластинка позиционировалась как «лучший death metal альбом года». Российские музыковеды с этим утверждением не согласились, признав, что «релиз действительно хорош своей грубой агрессивностью, сконцентрированной, в первую очередь, в таких треках как „Angel of Distress“ и „Maze of Existence“. Именно такой же разрушительной силой обладают плавки Morgoth и Morbid Angel», вышедшие тогда же. В обзоре 1991 года для немецкого журнала Rock Hard Франк Альбрехт высоко оценил релиз, отметив, что он выделяется на фоне «типичных» записей шведской дэт-метал сцены, и поставил ему 8 баллов из 10, сравнив структуру песен EoS с ранним творчеством немецкой формации Morgoth. Также Альбрехт позитивно высказался о работе «Босса» Форсберга, вспомнив, что ранее ему неоднократно удавалось испортить звучание записей Bathory. Кульминационными моментами Nothing But Death Remains немецкий специалист назвал «Human Aberration» и «The Dead». Metal Hammer поставил пластинке 4 балла из 7. Дэниел Экерот, автор книги Swedish Death Metal, назвал звучание дебюта «очень дет-металлическим, с явственными двухударным ритмами и медленными грувовыми кусками». Дан Сванё же, сразу проявил «своё фирменное вокальное исполнение, с океанами мощи и глубины». Сами песни и их риффы, по мнению Экерота, были менее убедительны. Создавалось ощущение, что группа находилась «в стадии строительства» и ещё не нашла свой собственный стиль. Журналисты интернет-порталов AllMusic и metal.de в своих ретроспективных обзорах отмечают, что хотя на этом альбоме группа не открыла что-то новое в дэт-метале, он является весьма крепким стартом для карьеры Edge of Sanity. Кайл Уорд из Sputnikmusic охарактеризовал Nothing But Death Remains как гораздо более сырой, прямолинейный и первобытный альбом на фоне последующего творчества ансамбля. «Пластинка звучит монотонно почти на всём своём протяжении, и, вероятно, поэтому её не замечают даже поклонники EoS, — считает Уорд, — Это достойный дэт-металлический альбом с парой треков, которые выделяются среди остальных, но в целом это лишь наполовину нарисованная картина того, что такое Edge of Sanity и какую музыку они играют». В июне 2023 года Маркус Эндрес, шеф-редактор старейшего немецкого профильного веб-ресурса metal.de, посвятил лонгплею подробную статью. В ней он выразил аналогичную точку зрения и невысоко оценил качество получившейся на студии Montezuma записи: «Звучание „Nothing But Death Remains“ довольно неровное, страдает колебаниями громкости и далеко не идеальным миксом. Например, в миксе бас-барабан стоит довольно высоко и сильно бу́хает, иногда другие инструменты задвинуты на задний план. Таким образом, результат далёк от качества звука Sunlight Studio, в которой были созданы многие из ранних классических шведских работ тех лет». В ней уже ощущалось, что группа желала многого добиться, но её участникам явно не хватало опыта и практики. «Дэт-метал здесь живёт паршивыми, отчасти трэшевыми риффами, с драйвовыми, очень быстрыми ритмами, цепляющими рефренами, редкими брызгами мелодичных гитарных соло и робкими хоррорными клавишными в качестве фоновой музыки», — писал Эндрес, — «Тут есть несколько интересных ходов, но все эти сильные стороны представлены в сжатой форме». Группа ещё не смогла развить свой собственный акцент, свой собственный характер. Напротив, она бодро смешала шведскую и американскую школы, не осмеливаясь мыслить нестандартно или экспериментировать, что впоследствии стало её отличительной чертой. В то же время, со слов немецкого специалиста, диск представляет собой важный документ времени, краеугольный камень фундамента «для последующих героических подвигов».

## Список композиций
| №                   | Название                | Длительность |
| ------------------- | ----------------------- | ------------ |
| 1.                  | «Tales…»                | 6:03         |
| 2.                  | «Human Aberration»      | 3:35         |
| 3.                  | «Maze of Existence»     | 4:15         |
| 4.                  | «The Dead»              | 3:50         |
| 5.                  | «Decepted by the Cross» | 3:48         |
| 6.                  | «Angel of Distress»     | 3:27         |
| 7.                  | «Impulsive Necroplasma» | 3:02         |
| 8.                  | «Immortal Souls»        | 3:35         |
| Общая длительность: | Общая длительность:     | 31:35        |

| №                   | Название             | Длительность |
| ------------------- | -------------------- | ------------ |
| 9.                  | «Pernicious Anguish» | 2:10         |
| Общая длительность: | Общая длительность:  | 33:45        |

## Участники записи
| Edge of Sanity: - Дан Сванё — вокал, сведение - Андреас Акселлсон — гитара - Сами Нерберг — гитара - Андерс Линдберг — бас-гитара - Бенни Ларссон — ударные | Производственный персонал: - Бёрье «Босс» Форсберг — сведение, продюсирование - Рекс Гисслен — сведение, звукоинженер - Леннарт Линдберг — обложка |

## Комментарии
1. ↑  Три песни из Kur-Nu-Gi-A («Decepted by the Cross», «Maze of Existence» и «Immortal Souls») потом вошли в Nothing But Death Remains, ещё две («Beyond the Unknown» и «The Day of Maturity») — в Unorthodox.
2. ↑  Тем не менее один из этих ремиксов был включён в одно из японских изданий альбома[8].